# Теодосиос Илиадис
Теодосиос Илиадис (на гръцки: Θεοδόσιος Ηλιάδης) е гръцки учен лекар, и общественик.

## Биография
Теодосиос Илиадис е роден около 1760 – 1765 година в семейството на учения мелничанин Манасис Илиадис. Теодосиос Илиадис е известен със своя превод на книгата на френския лекар Антоан Фуркроа „Философия на химията“ - „Χημική φιλοσοφία ή στοιχειώδεις αλήθειαι της νεωτέρας χημικής… υπό Α. Φ. Φουρκρουά… εκγραικισθείσα μετά προσθήκης και τινών σημειωμάτων υπό Θεοδοσίου Μ. Ηλιάδου… επιδιορθωθείσα και τύποις εκδοθείσα υπό Ανθίμου Γαζή“. Произведението е отпечатано в 1802 година във Виена и е редактирано от Антимос Газис. В допълнение към представянето му на гръцки Илиадис добавя и собствени бележки, които говорят за забележително образование. Преводът на книгата е от особено значение за съвременната гръцка култура, защото е първият учебник по химия и защото полага основите на гръцката химическа терминология.